# バーネット (攻撃兵員輸送艦)
バーネット (USS Barnett, AP-11/APA-5) は、第二次世界大戦中アメリカ海軍が運用していた兵員輸送艦、マッコーリー級攻撃輸送艦。艦名は第12代アメリカ海兵隊総司令官ジョージ・バーネット少将にちなむ。

## 艦歴
バーネットの前身はファーネス・シップビルディング社で建造された客船サンタ・マリア（Santa Maria）である。アメリカ海軍は1940年8月11日に取得しバーネットと改名、バーネットは1940年9月25日に艦長I・パンパーリン大佐の指揮下就役した。
1940年9月25日から年末までバーネットはクレブラ島およびヴィエケス諸島で海兵隊員の訓練に従事した、1941年1月にオーバーホールのためバージニア州ノーフォークに帰還し、作業は4月3日に完了した。1941年4月から12月まで再び海兵隊と共に揚陸および砲術訓練に従事する。8月はノースカロライナ州ニュー川で上陸訓練を行う。1942年2月19日、バーネットはAT12船団と共にニューヨークを出航、戦艦ニューヨーク (USS New York, BB-34)、重巡洋艦クインシー (USS Quincy, CA-39)、軽巡洋艦フィラデルフィア (USS Philadelphia, CL-41) の護衛を受けた船団は1942年3月2日にイギリス諸島に到着した。3月15日にペレル (Perelle) と衝突事故を起こし、ペレルは沈没した。4月9日、バーネットはTA12船団と共にニューヨーク、フィラデルフィアの護衛を受けてイギリスを出航、3月25日にニューヨークに帰還した。
バーネットは南西太平洋の防衛陣地に兵員を送り届けるため、1942年4月9日にBT202船団と共にニューヨークを出航し、4月18日にパナマ運河を通過、5月22日にニュージーランドのウェリントンに到着した。珊瑚海海戦の後、バーネットは航空母艦レキシントン (USS Lexington, CV-2) の生存者をヌメアからサンディエゴに送り届けた。これらの生存者の中にはレキシントン艦長のモートン・セリグマン中佐、シカゴ・トリビューンの従軍記者スタンリー・ジョンストン、急降下爆撃機のパイロットロバート・E・ディクソンも含まれた。
ディクソンは珊瑚海海戦における有名なメッセージ「Scratch one flattop.」を発したパイロットであった。この航海の間に、ディクソンはセリグマンがジョンストンに対して機密文書を教えているのを目撃した。それにはミッドウェー海戦に向けての日本軍の計画も含まれていた。海戦後のジョンストンによるシカゴ・トリビューンの記事には、日本海軍の暗号がもはや機密ではなかったことを示す情報が含まれていた。アーネスト・キング大将はFBI捜査官に対するディクソンの証言で機密保護違反を発見した。記事の発表後も日本軍の暗号には変化がなかったので、セリグマンの罰は、より正式な議事に関する出版物の販売促進のための宣伝を永久的に禁止することであった。セリグマンは1944年に退役した。
レキシントンの生存者をサンディエゴに送り届けた後、バーネットは第1海兵大隊を乗せて南太平洋に向かった。1942年6月23日にPW2095船団と共にサンフランシスコを出航した。バーネットは最も多くの物資を利用可能な船倉にすし詰めに積み込まれた。バーネットはB輸送分艦隊に配属され、第1海兵大隊および第1海兵軍司令部をガダルカナル島に上陸させた。バーネットは7月初めにウェリントンに到着し、揚陸攻撃の初期段階において、重要機材の搭載スペースを拡大するための改造が行われた。ニュージーランドを7月22日に出航、26日からフィジーのコロ島で上陸のリハーサルが行われた。上陸部隊は7月31日にコロ島を出航し、8月7日にガダルカナル島に上陸した。バーネットは8月8日に一式陸上攻撃機の攻撃を受け損傷した。9日に第一次ソロモン海戦での生存者を乗せてヌメアに向けて出航する。その後1942年11月は物資補給のためツラギとガダルカナル島の往復に費やした。1942年11月28日にアルチバ (USS Alchiba, AKA-6) が甲標的による雷撃を受けたとき、バーネットはルンガ・ポイントに停泊し貨物の揚陸を行っていた。
バーネットは1943年2月1日に APA-5（攻撃輸送艦）へ艦種変更された。1943年5月10日にUGF8A船団と共にノーフォークを出航し、キャンベル・エドガー代将指揮下の第3輸送部隊旗艦任務に従事した。部隊は軽巡洋艦サバンナ (USS Savannah, CL-42) および12隻の駆逐艦が護衛を担当し、1943年5月23日にアルジェリアのオランへ到着した。1943年7月5日、バーネットはシチリア占領に向かう第26連隊戦闘団を乗せたNCF1船団と共に出航した。シチリアのジェラに7月10日の00:25に到着し、部隊は02:45に上陸を開始した。翌11日、沖合で敵の攻撃を受け、バーネットの艦首左舷で爆弾が炸裂、前部ハッチおよび船体に穴が開き浸水した。バーネットは船体の穴を吃水上にするため右舷に傾かされた。この攻撃により陸軍の兵士7名が死亡し35名が負傷した。7月12日の夜にバーネットは自力で出航、CNF1船団と共に修理のためアルジェへ向かい、7月15日に到着した。
1943年9月5日にSNF1船団と共にオランを出航し、9月9日のサレルノ上陸を支援、10日にNSF1船団と共にサレルノを出航し14日にオランに帰還した。9月30日にNSF4船団と共にオランを出航、10月6日にイタリアのナポリに到着する。荷物を降ろした後、バーネットは10月7日にSNF4船団と共にナポリを出航、10月10日にオランに帰還した。10月25日に再びNSF6船団と共にオランを出航し、10月28日にナポリに到着、同日SNF6船団と共に出航し11月1日にオランに到着した。11月後半にバーネットはMKF26船団と共にオランを出航、グラスゴー (HMS Glasgow, C21) の護衛を受け12月9日にリバプールに到着した。バーネットは12月18日にUC8船団と共にイギリスを出航し、1944年1月2日にニューヨークに到着した。
バーネットは1944年2月11日にUT8船団と共にニューヨークを出航、1944年2月23日にイギリスに到着し、ノルマンディー上陸作戦に備えた準備を始めた。連合軍がフランスに上陸した後は、8月13日にナポリを出航しSF1A船団と共にフランス南部での後方支援を担当した。その後太平洋戦線に移動し、1945年4月は沖縄戦の後方支援を担当、その後も太平洋での活動を継続し、1945年9月26日に帰国の途に就く。バーネットは1946年4月30日にロードアイランド州ニューポートで退役し、1946年5月21日に除籍された。
バーネットは第二次世界大戦の戦功で7個の従軍星章を受章した。
バーネットは1946年7月3日に海運委員会艦艇管理部に移管された。1948年4月13日にアキレ・ラウロ社に売却され、民間での運用のために改装された。その後の経歴は不明である。